# 北広島市立広葉中学校
北広島市立広葉中学校（きたひろしましりつこうようちゅうがっこう）は北海道北広島市広葉町に所在する公立中学校。

## 沿革
1974年2月1日に「広島町立広葉中学校」（3学級生徒数98名）が開校し、東部中学校で授業開始。3月に一期工事（8教室、理科室2）が完成、4月1日に東部中学校と分離し5学級139名となった。同月15日に校歌・校章が決定した。1975年に二期工事（8教室、講堂、音楽室）が完成。1977年には14学級531名となり、1978年に緑陽中学校と分離した。1983年に生徒増加に伴い第三期工事（8教室）が完成。1986年に生徒718名（18学級・特学2学級）と生徒数がピークを迎える。その後、生徒数は徐々に減少し、2024年時点で8学級172名となっている。
年表
- 1974年（昭和49年）- 広島町立広葉中学校が開校、校舎第一期工事完成、校歌・校章制定、東部中学校と分離[1]。
- 1975年（昭和50年）- 校舎第二期工事、講堂完成[1]。
- 1978年（昭和53年）- 緑陽中学校と分離[1]。
- 1982年（昭和57年）- 障害児学級を開設[1]。
- 1983年（昭和58年）- 校舎第三期工事完成[1]。
- 1987年（昭和62年）- 講堂改修工事[1]。
- 1993年（平成5年）- コンピュータ室と多目的教室が完成[1]。
- 1996年（平成8年）- 市制施行により北広島市立広葉中学校と改称。
- 2000年（平成12年）- 給食調理棟が完成[1]。

## 校歌
- 作詞 - 藤井庄吉[2]
- 作曲 - 石山美治[2]

## 教育目標
- 「学ぼう」自ら思考し、真理を求める生徒[3]
- 「拓こう」豊かな心情を持ち、互いに協力する生徒[3]
- 「つなごう」創意を生かし、主体的に行動する生徒[3]
- 「たくましく」心身ともに健康で、たくましい生徒[3]

## 学校行事
学校行事は以下の通り。
- 4月 - 始業式、入学式、知能検査（1年）、入学祭、学力テスト（3年）、修学旅行（3年）
- 5月 - 地域ゴミ拾い、ファイターズ試合観戦、体験学習（1年）、宿泊学習（2年）、
- 6月 - 校内陸上競技大会
- 7月 - 1学期期末テスト、1学期終業式、夏季休業
- 8月 - 2学期始業式
- 9月 - 学力テストA（3年）、2学期中間テスト
- 10月 - 学校祭、音楽の集い、学力テストB（3年）、職場体験学習（2年）、小中一貫ゴミ拾いボラティア（1年）
- 11月 - 学力テストC（3年）、学力テスト（1・2年）、2学期期末テスト、三者懇談
- 12月 - 2学期終業式、冬季休業
- 1月 - 3学期始業式、学年末テスト（3年）、スキー学習（1・2年）
- 2月 - 学力テスト（1・2年）、スキー遠足（1・2年）、福祉体験（1年）、学年末テスト（1・2年）
- 3月 - 卒業式、修了式、学年末休業

## 部活動
体育系
- 野球部
- サッカー部
- バスケットボール部（男子・女子）
- 卓球部（男子・女子）

文化系
- 吹奏楽部
- 美術部

## 通学区域
通学区域は以下の通り。
- 若葉町
- 青葉町
- 白樺町
- 南町
- 広葉町
- 栄町
- 輝美町
- 北進町

## 出身小学校
- 北広島市立双葉小学校[6]

## 交通アクセス
- JR千歳線北広島駅より徒歩10分[7]。

## 著名な出身者
- 島崎圭介（元高校大学野球指導者・北広島市議会議員）
- 滝久美子（プロスノーボーダー・北広島市議会議員）